# Hongxi
Hongxi (16 augustus, 1378 – 29 mei, 1425) was keizer van China en de vierde heerser van de Ming-dynastie. Hij regeerde van 1424 tot 1425.
Keizer Hongxi werd in 1378 geboren als Zhu Gaozhi, de oudste zoon van prins Zhu Di, de latere Yongle-keizer. Hij trad vaak als regent voor zijn vader op als deze in het noorden oorlog voerde.
Toen Hongxi in september 1424 keizer werd, voerde hij een aantal radicale veranderingen door. De buitenlandse reizen van Zheng He werden stopgezet en ook de buitenlandse handel werd sterk beperkt. Verder werd de regeringsadministratie hervormd: Confuciaanse ambtenaren, afgestudeerden aan de Hanlin-academie, werden benoemd op hoge posten. Ook werd de hoofdstad terug verplaatst van Peking naar Nanking. Populaire maatregelen waren onder andere het beëindigen van de voortdurende oorlogen die keizer Yongle had gevoerd, en een grootscheepse fiscale hervorming die de economie stimuleerde en de belastingdruk op boeren verminderde. Ook zorgde hij dat het als belasting geïnd graan direct naar gebieden met hongersnood werd gestuurd.
Op 29 mei 1425 overleed keizer Hongxi plotseling, waarschijnlijk aan een hartaanval. Hoewel Hongxi slechts 6 maanden heeft geregeerd, werden zijn hervormingen doorgezet door zijn opvolger, keizer Xuande.